# 双牌站
双牌站，位于中华人民共和国湖南省永州市双牌县，是洛湛铁路上的火车站，于2009年9月28日启用营运，由广州局集团管辖。

## 歷史
- 2009年8月5日竣工。
- 2009年9月28日通车启用。[1]

## 車站周邊
- 双牌工业园区
- 双牌县人民法院
- 双牌县人民医院

## 连接交通
可在车站前的207号国道上乘坐双牌至冷水滩，双牌至零陵，双牌至五里牌的班车。

## 外部連結
- 中国铁路客户服务中心（页面存档备份，存于）